# Calligonum calliphysa
Calligonum calliphysa är en slideväxtart som beskrevs av Bge.. Calligonum calliphysa ingår i släktet Calligonum och familjen slideväxter. Inga underarter finns listade i Catalogue of Life.